# Vražda v Bílém domě
Vražda v Bílém domě (v anglickém originále Murder at 1600) je americký krimi thriller z roku 1997. Natočil ho režisér Dwight H. Little podle scénáře Waynea Beache a Davida Hodgina. Snímek vznikl na motivy románu Murder in the White House od Margaret Trumanové, dcery amerického exprezidenta Harryho S. Trumana.
Hlavní postavu detektiva Harlana Regise ztvárnil Wesley Snipes, jemuž sekundovala Diane Laneová v roli agentky Niny Chanceové. Původní název přeložitelný jako „Vražda v čísle 1600“ odkazuje k adrese Pensylvánská avenue č. 1600 ve Washingtonu, což je adresa Bílého domu. Snímek společnosti Warner Bros. měl premiéru 18. dubna 1997, do českých kin ho 14. srpna 1997 uvedla společnost Gemini Film.

## Obsazení
| Wesley Snipes  | detektiv Harlan Regis z oddělení vražd                  |
| Diane Lane     | agentka Nina Chanceová, Regisův kontakt u tajné služby  |
| Daniel Benzali | agent Nick Spikings, šéf bezpečnosti Bílého domu        |
| Dennis Miller  | detektiv Stengel, Regisův parťák                        |
| Alan Alda      | Alvin Jordan, poradce prezidenta pro národní bezpečnost |
| Ronny Cox      | Jack Neil, prezident USA                                |
| Diane Bakerová | Kitty Neilová, první dáma                               |
| Tate Donovan   | Kyle Neil, syn prezidenta                               |
| Harris Yulin   | generál Clark Tully                                     |
| Tom Wright     | agent Cooper                                            |

## Přijetí
Film o premiérovém víkendu v USA vydělal necelých 8 milionů dolarů, a skončil tak na 3. místě v návštěvnosti za dobrodružným hororem Anakonda a komedií s Jimem Carreym Lhář, lhář. Celkově dosáhl domácích tržeb 25,8 milionu dolarů.
Recenzní agregátor Rotten Tomatoes udává na základě 32 recenzí hodnocení filmu ve výši 34 % (a 43% divácké hodnocení). Server Metacritic ze 17 shromážděných kritik vypočítává úroveň 47 %.
Kenneth Turan z Los Angeles Times napsal, že režisér Dwight Little se za film nemusí stydět, „avšak bez Snipese, jeho charismatu a schopnosti činit absurdní uvěřitelným by byla Vražda v Bílém domě v mnohem horší podobě“. Snipes však má dle jeho soudu na víc. Janet Maslinová z The New York Times uvedla, že režisér nemohl z filmu udělat „víc než pouhý stín“ podobně inspirovaného snímku Absolutní moc.